# Bjørg
Björg eller Bjørg är ett norskt kvinnonamn som motsvarar det svenska ordet borg som betyder skydd. Det har förekommit i Sverige sedan 1920-talet. Namnet förekommer framförallt i Norge, på Färöarna och på Island.[källa behövs]
Den 31 december 2014 fanns det totalt 612 kvinnor folkbokförda i Sverige med namnet Björg eller Bjørg, varav 361 bar det som tilltalsnamn.
Namnsdag: saknas

## Personer med namnet Björg eller Bjørg
- Bjørg Riiser-Larsen, norsk skådespelare
- Bjørg Vik, norsk författare